# Fiat G.55
De Fiat G.55 Centauro was een jachtvliegtuig dat is ontworpen en gebouwd door de Italiaanse vliegtuigfabrikant FIAT. Het toestel wordt gezien als een van de beste Italiaanse jachtvliegtuigen uit de Tweede Wereldoorlog. 

## Ontwerp
Toen Fiat in 1939 het plan uitwerkte de bestaande Fiat G.50 Freccia met een Duitse DB.601-lijnmotor uit te rusten, kwam men daar tot de conclusie dat het beter was meteen een nieuwe vliegtuigromp om deze motor heen te ontwerpen. Dit nieuwe ontwerp resulteerde in de G.55 die 30 april 1942 voor het eerst vloog. De motor waarmee het toestel werd uitgerust, de FIAT RA.1050 Tifone, was een in licentie vervaardige Daimler-Benz DB 605.

## Inzet
De Italiaanse luchtmacht, de Regia Aeronautica, bestelde een groot aantal exemplaren. Ten tijde van de wapenstilstand van Cassibile, op 3 september 1943, waren er ongeveer twaalf toestellen geleverd. De productie ging na de wapenstilstand verder voor de Italiaanse Sociale Republiek die tegen de geallieerden bleef strijden. Na afloop van de Tweede Wereldoorlog ging de productie verder voor de luchtmacht van de Italiaanse Republiek, de Aeronautica Militare.

## In dienst bij

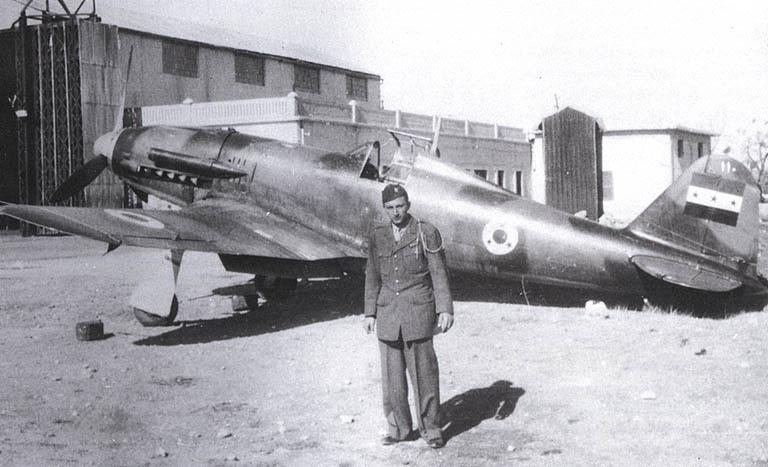
Syrische Fiat G.55

- Regia Aeronautica (Koninkrijk Italië)[2]
- Aeronautica Nazionale Repubblicana (Italiaanse Sociale Republiek)
- Aeronautica Militare (Republiek Italië)
- Argentijnse luchtmacht
- Syrische Luchtmacht
- Egyptische luchtmacht